# Сфера (игра)
| Русскоязычные издания | Русскоязычные издания |
| Издание               | Оценка                |
| --------------------- | --------------------- |
| Absolute Games        | 69 %                  |
| «Домашний ПК»         | [ 2 ]                 |

«Сфе́ра» (также «Сфера: Перерождение» или «Сфера: Мир Избранных») — массовая многопользовательская ролевая онлайн-игра (MMORPG), разработанная и выпущенная в 2003 году компанией Nikita.
В 2007 году издавалась 1С в дисковом формате под названием «Сфера: Перерождение» с подписочной системой и кодом внутри коробки. В 2006 году было выпущено платное дополнение «Мир Избранных», выпускавшееся в загрузочном и дисковом формате. В данный момент поддержка игры осуществляется компанией ООО «Фабрика Развлечений» под брендом GameXP и названием «Сфера: Мир Избранных»; эта версия включает дополнение, доступное VIP-аккаунтам.

## Особенности игры
Персонажи в игре привязаны к отдельным оплачиваемым счетам — аккаунтам. На одном аккаунте игрок может создавать до трёх персонажей, количество аккаунтов игрока не ограничено. Существует также возможность оплачивать «VIP-аккаунт» и получать таким образом значительное преимущество в игре. Игра происходит в атмосфере средневековья на нескольких игровых материках-островах.
Главной особенностью Сферы является захват замков и глобальные клановые войны. PK в игре разрешён везде, кроме городов. При смерти персонажа теряется часть набранного опыта и вещи. Отсюда наличие в Сфере так называемых респваров — войн между враждующими кланами с убийством на местах прокачки персонажей.
Цель игры — стать королём Сферы. Однако достижение этой цели до сих пор невозможно в силу отсутствия соответствующего механизма в игре…

## Краткая предыстория
По задумке разработчиков, история игры перекликается с историей реального мира. Согласно ей, в 14-м веке монах Батист обнаружил в библиотеке монастыря Сен-Жюст манускрипт Лока-Шастра на санскрите. В этом манускрипте описывался рецепт создания ограниченного прозрачной Сферой иллюзорного мира Счастья, который был похож на реальный, с одним отличием: время в нём протекает в 12 раз медленнее, и который был связан с реальным с помощью пуповины. Батисту удалось создать этот мир, но из-за ошибки он создал мир Страданий, в котором время бежит в 12 раз быстрее.
Во время создания мира пуповина пронеслась над Европой, и собрала множество людей, скота, растений, после чего Сфера затонула в Бермудском треугольнике. Мир был похож на реальный, и люди приспособились там жить — в любом случае, выхода у них не было. Батист объявил себя Ткачом и хранителем Сферы
После ряда событий в Сфере Ткач обнаружил, что через какое-то время Сфера распадётся, что уничтожит и реальный мир, и попытался связаться с реальным миром ради помощи. Оказалось, что люди из реального мира могут связаться со Сферой с помощью компьютеров, и наиболее удобным способом оказалась компьютерная игра, которая и получила название Сфера.

## Развитие персонажей
В Сфере предусмотрено две возможности развития: титул и степень.
- Титул — отвечает за воинские способности: меткость (умение управляться с арбалетами), ловкость (с мечами), сила (с палицами и топорами) и выносливость (ношение доспехов)
- Степень — отвечает за магические способности, в разных стихиях: огня (магическая атака), воздуха (физическая атака), воды (лечение, яды) и земли (защита).

При повышении уровня в титуле или степени персонаж получает бонусные очки, которые он распределяет по способностям. Максимально возможный уровень как по титулу, так и по степени — 60. Однако при достижении этого уровня игрок имеет право использовать т. н. перерождение, чтобы сбросить уровень до 15, но при этом получить дополнительные бонусные очки (от 16 до 70 за каждое перерождение). Перерождение возможно совершать от 3-х до 5-и раз по титулу или степени (по достижении 60-го уровня) по отдельности либо титул и степень вместе (и тит. и степ. 60 ур). В игре это отмечается приставкой (припиской) перед титулом или степенью : «Великий» (Декан, Магистр и т. п. без кавычек), далее «Величайший» и «Легендарный».
При достижении уровня 16 персонаж может (но не обязан) выбрать одну из специализаций:
- Ассасин
- Крестоносец
- Инквизитор
- Охотник
- Архимаг
- Варвар
- Друид
- Вор
- Мастер стали
- Оружейник
- Кузнец
- Чародей
- Некромант
- Знаменосец

Для каждой из специализаций есть уникальные вещи (броня, оружие, амулеты и т. д.). Их можно получить как трофей с убитого монстра (в ММОРПГ «Сфера») или купить в интернет-магазине проекта (в ММОРПГ «Сфера: Перерождение»).
В апреле 2015 года NIKITA ONLINE анонсировали  новую игру Сфера 3. По заявлению разработчиков, «Сфера 3» — это долгожданное продолжение первой созданной в России клиентской игры в жанре MMORPG от той самой команды, которая работала над той самой «Сферой» более десяти лет назад. Это возвращение легендарного проекта, с которого начиналось развитие российской индустрии онлайн-игр. Однако, в ходе прошедшего ЗБТ (закрытого бета-тестирования) игра получила в основном неодобрительные отзывы от игроков. Так, среди недостатков игроки отмечают практически полное отсутствие преемственности с первой частью игры, слабую сюжетную линию, в корне отошедшую от истории Сферы, изменение геймлея в сторону «корейских» mmorpg, а также ряд других замечаний.